# British Hard Court Championships 1969
Il British Hard Court Championships 1969 è stata la seconda edizione del torneo di tennis facente parte dei Tornei di tennis maschili indipendenti nel 1969 e dei Tornei di tennis femminili nel 1969. Il torneo si è giocato a Bournemouth in Gran Bretagna dal 28 aprile al 3 maggio 1969 su campi in terra rossa.

## Vincitori

### Singolare maschile
John Newcombe ha battuto in finale  Bob Hewitt con il punteggio di 6–8, 6–3, 5–7, 6–4, 6–4

### Doppio maschile
Bob Hewitt /  Frew McMillan hanno battuto in finale  Jean-Claude Barclay /  Robert Wilson con il punteggio di 6–4, 6–2, 2–6, 9–7

### Singolare femminile
Margaret Court ha battuto in finale  Winnie Shaw con il punteggio di 5–7, 6–4, 6–4

### Doppio femminile
Margaret Court /  Judy Tegart hanno battuto in finale  Ada Bakker /  Marijke Schaar con il punteggio di 6–1, 6–4